# Türkmenuşağı
Türkmenuşağı ist ein Weiler im Bezirk Silifke der türkischen Provinz Mersin. Bis 2012 war Türkmenuşağı ein Dorf mit zuletzt 84 Einwohnern und wurde dann nach einer Gebietsreform zum Ortsteil des Bezirkszentrums Silifke. Der Ort liegt etwa acht Kilometer nördlich des Zentrums von Silifke und 60 Kilometer südwestlich der Provinzhauptstadt Mersin. Er liegt nahe der Straße, die von Atakent am Mittelmeer durch das bergige Hinterland, vorbei an den antiken Ruinen von Paslı und Tekkadın, über Ovacık und Keşlitürkmenli nach Uzuncaburç, dem antiken Diokaisareia, führt. In der Antike gehörte der Ort zum Rauen Kilikien.

## Antike Siedlung
Auf dem weitläufigen Gebiet des Ortsteils liegen die Ruinen einer Siedlung (36° 27′ 9,1″ N, 34° 1′ 47,3″ O), die in späthellenistischer über römische bis in frühbyzantinische Zeit bewohnt war. Sie lag auf einer niedrigen Kuppe an der Straße, die Korasion (Atakent) mit der Siedlung bei Gökburç verband. Erhalten sind Mauerreste von etwa 30 Häusern, sowohl in Kleinquader- als auch in Polygonalmauerwerk. Zu sehen sind außerdem Zisternen, von einer Kirche sind keine Spuren vorhanden. Nördlich des  Ortsgebiets liegt das Mezgit Kalesi genannte römische Tempelgrab.

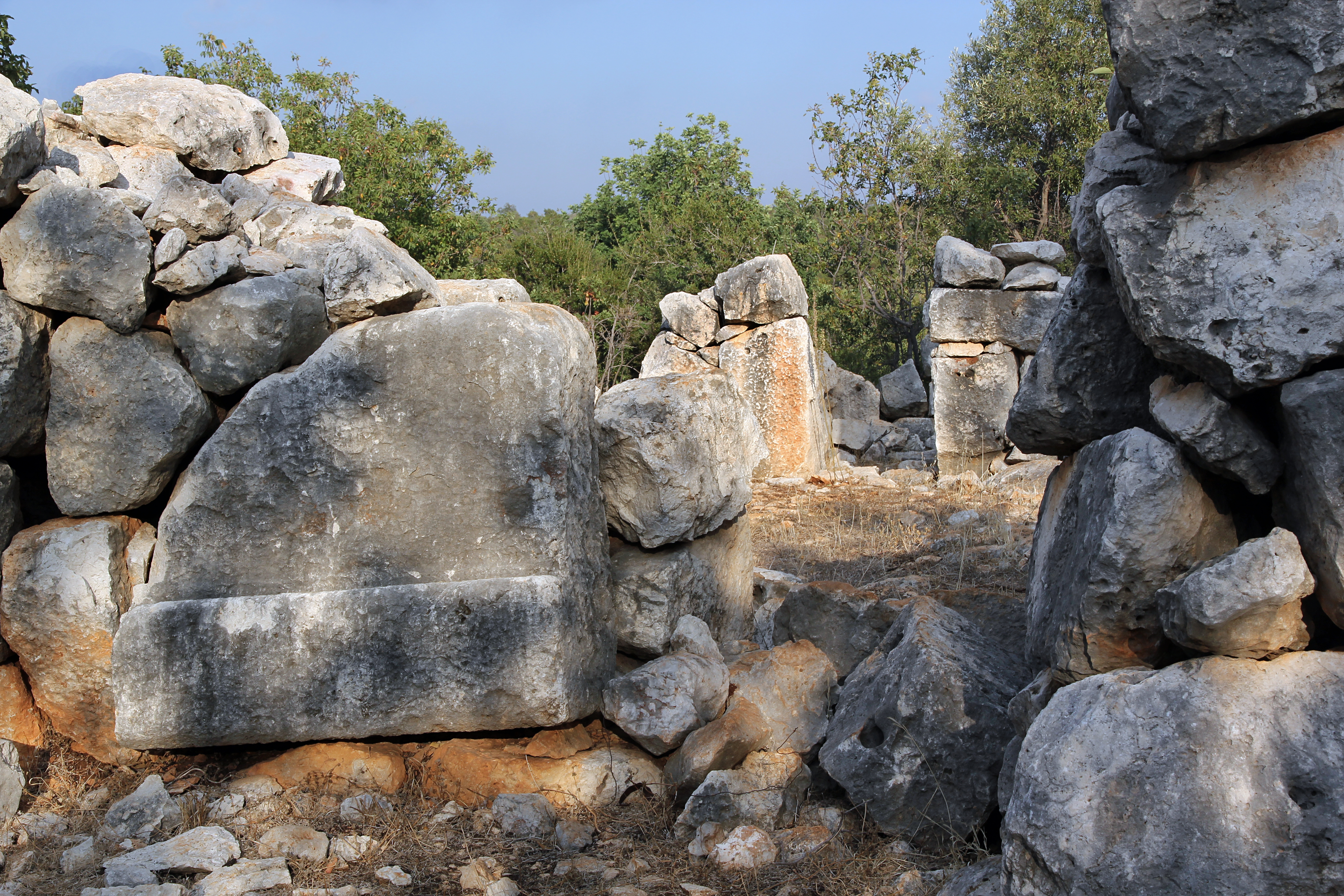
Hausruine
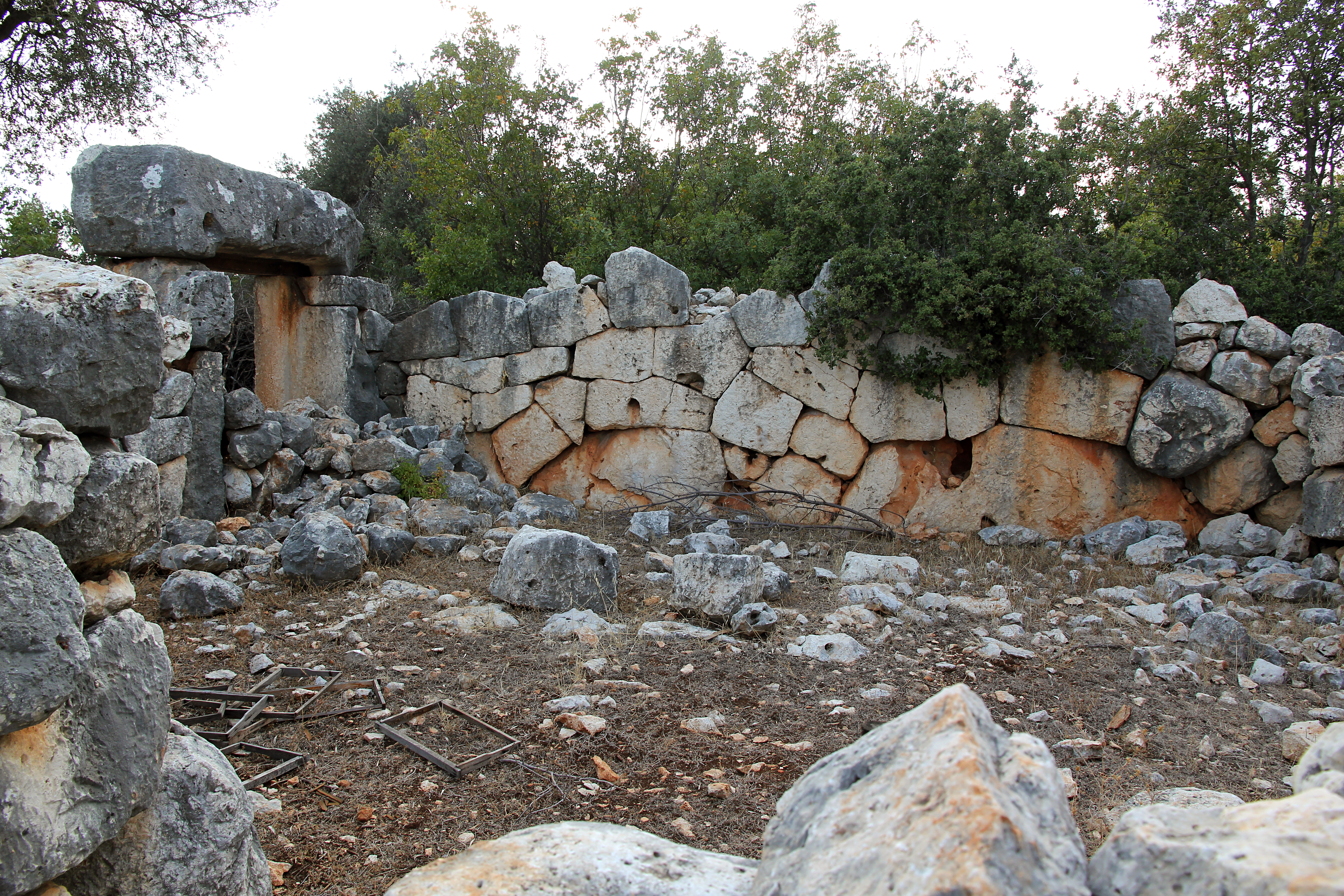
Polygonalmauerwerk
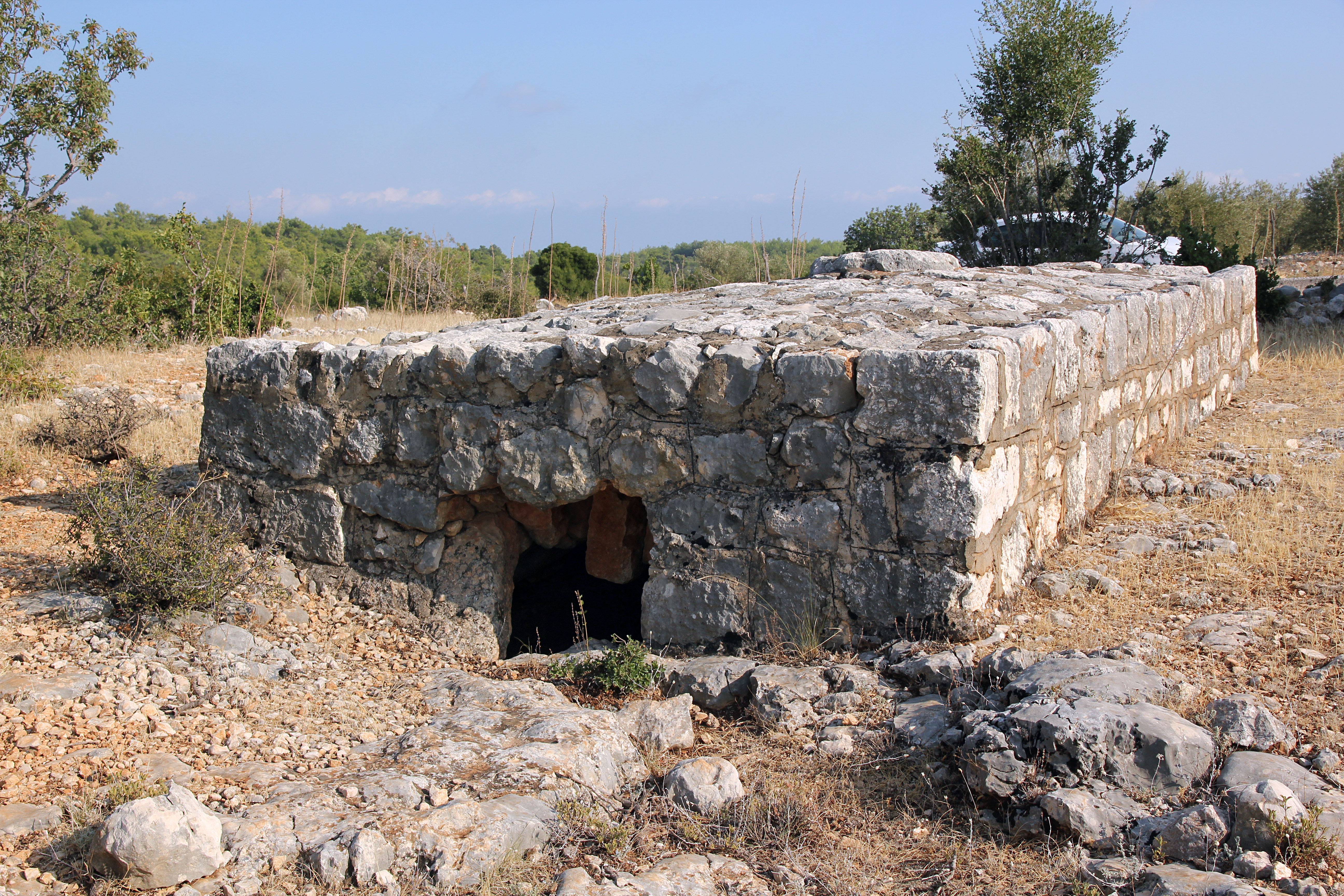
Zisterne